# Walksfelde
Walksfelde er en kommune i det nordlige Tyskland, beliggende i Amt Sandesneben-Nusse i den nordvestlige del af Kreis Herzogtum Lauenburg. Kreis Herzogtum Lauenburg ligger i delstaten Slesvig-Holsten.

## Geografi
Walksfelde ligger omkring 35 kilometer øst for Hamborg, 24 kilometer syd for Lübeck, 6 km vest for Mölln og cirka 13 kilometer sydvest for Ratzeburg.